# Ceratina bicuneata
Ceratina bicuneata är en biart som beskrevs av Cockerell 1918. Ceratina bicuneata ingår i släktet märgbin, och familjen långtungebin. Inga underarter finns listade i Catalogue of Life.